# Aracanidae
Die Aracanidae sind eine Familie der Kugelfischverwandten (Tetraodontiformes). Sie wurden als ursprünglicher angesehen als die Kofferfische (Ostraciidae) und werden auch als Urkofferfische oder wegen der prächtigen Farbzeichnung einiger Arten als Schmuck-Kofferfische bezeichnet. 

## Merkmale
Die Fische haben allgemein eine hochrückigere Gestalt als die Arten der Kofferfische. Ihr Panzer schließt die Basis der Rücken- und Afterflosse nicht mit ein. Auf ihrer Bauchseite haben sie meist eine mehr oder weniger deutlich entwickelte, mittige Kante, die den Kofferfischen fehlt. Ihre Schwanzflosse hat elf primäre Flossenstrahlen. Sie werden 11 bis 33 Zentimeter lang.

## Verbreitung
Die meisten Arten der Aracanidae leben in den Meeren um das südliche Australien in Tiefen bis 200 Metern. Weiter kommen einige Arten bei Tasmanien, Neuseeland, Neu-Kaledonien, den Salomon-Inseln, bei Japan und im ostchinesischen Meer, bei den Malediven, im westlichen Indischen Ozean am Maskarenenrücken zwischen Mauritius und den Seychellen, bei Mosambik und Südafrika vor.

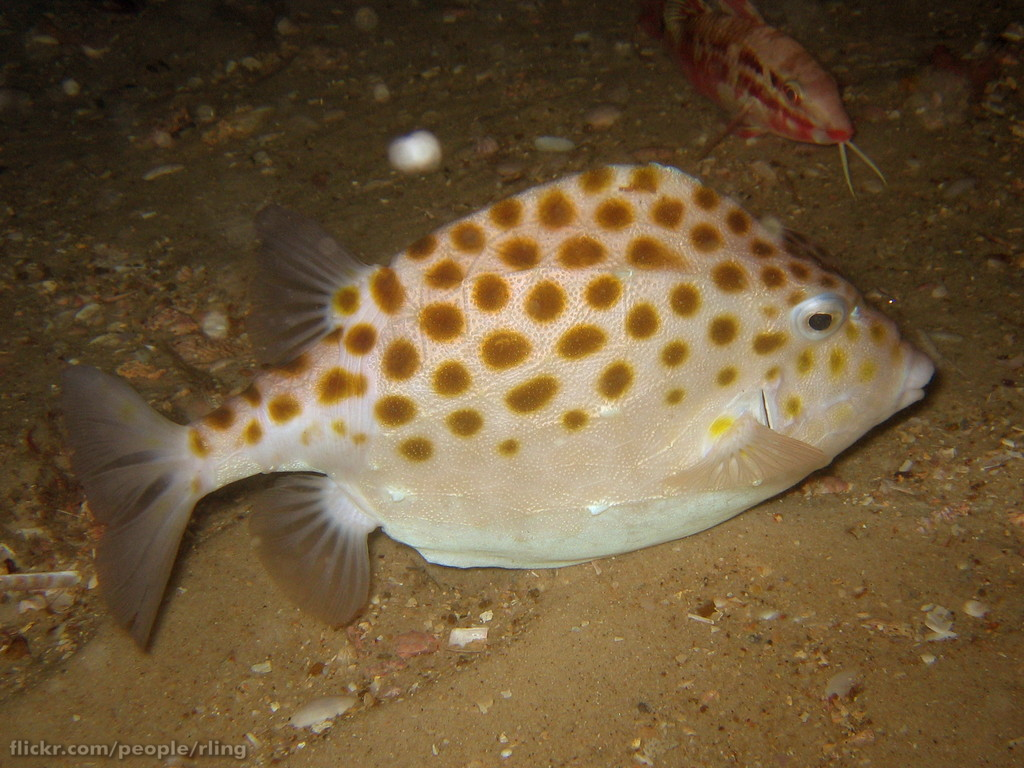
Anoplocapros inermis

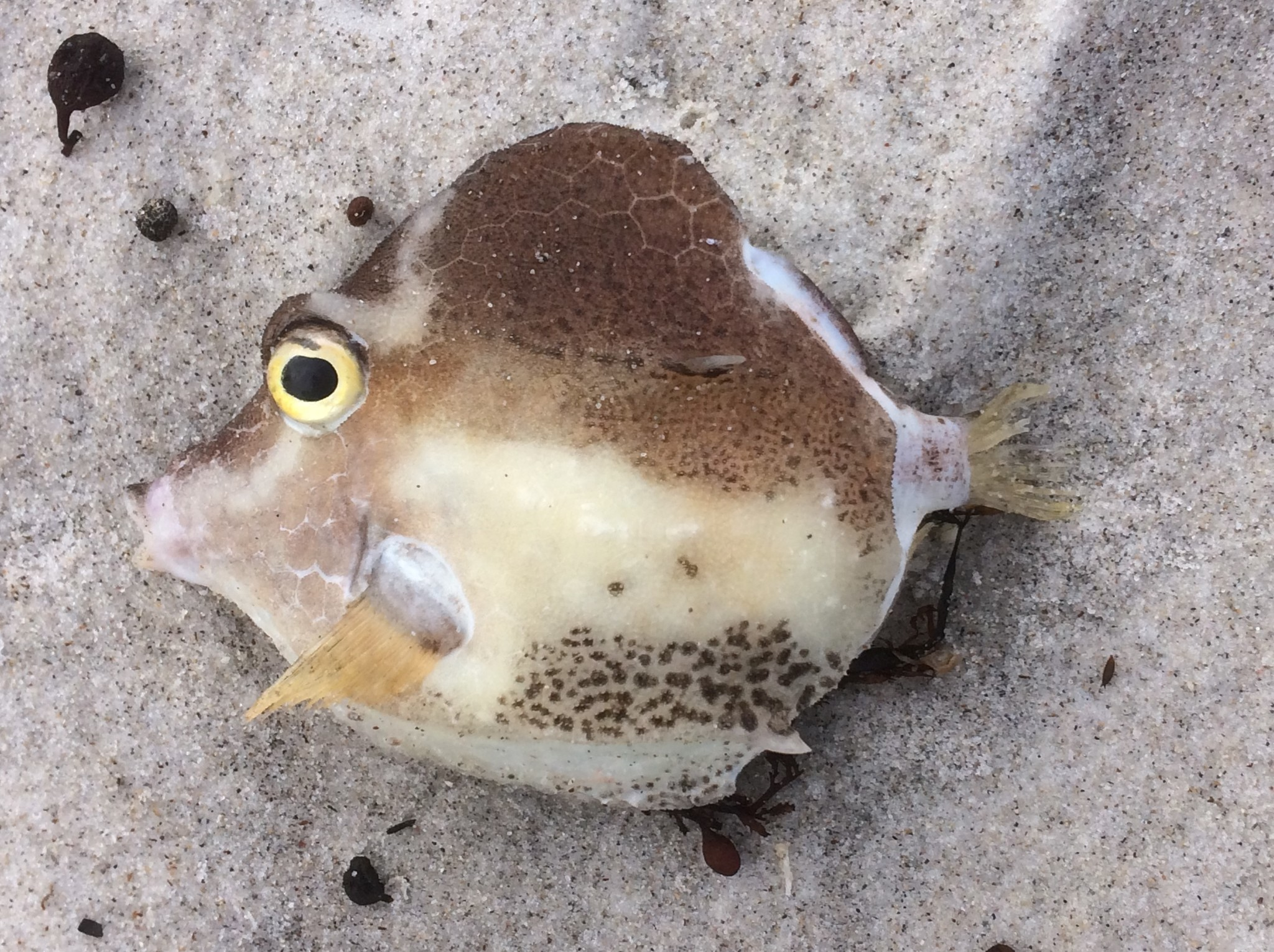
Caprichthys gymnura

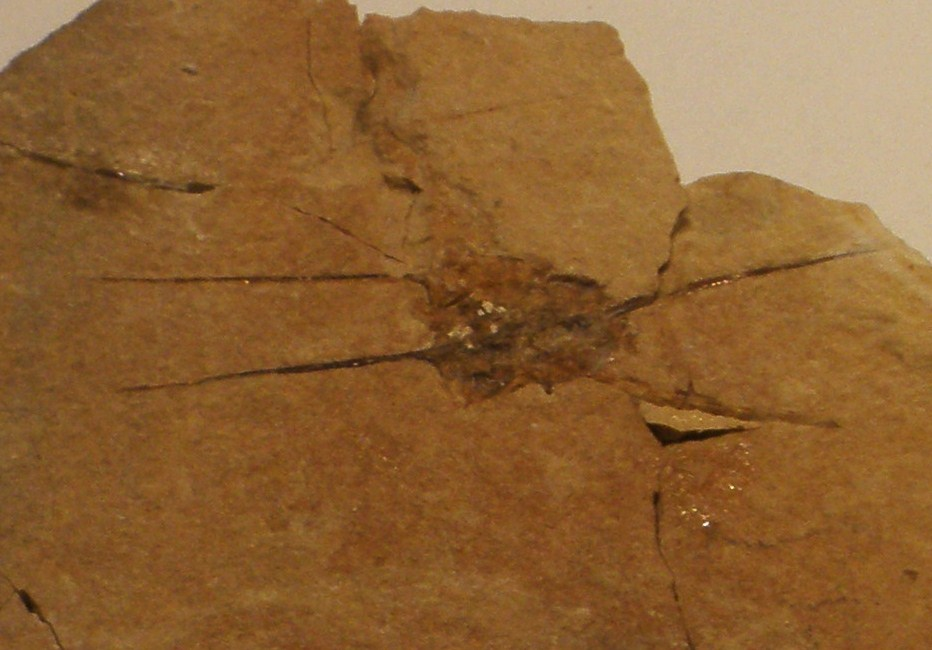
Eolactoria sorbinii

## Systematik
- Gattung Anoplocapros
  - Anoplocapros amygdaloides Fraser-Brunner, 1941
  - Anoplocapros inermis (Fraser-Brunner, 1935)
  - Anoplocapros lenticularis (Richardson, 1841)
- Gattung Aracana
  - Aracana aurita (Shaw, 1798)
  - Schmuck-Kofferfisch (Aracana ornata) (Gray, 1838)
- Gattung Caprichthys
  - Caprichthys gymnura McCulloch & Waite, 1915
- Gattung Capropygia
  - Capropygia unistriata (Kaup, 1855)
- Gattung Kentrocapros
  - Kentrocapros aculeatus (Houttuyn, 1782)
  - Kentrocapros eco (Phillipps, 1932)
  - Kentrocapros flavimaculatus Matsuura, 2023
  - Kentrocapros flavofasciatus (Kamohara, 1938)
  - Kentrocapros rosapinto (Smith, 1949)
- Gattung Polyplacapros
  - Polyplacapros tyleri Fujii & Uyeno, 1979

## Stammesgeschichte
Die Aracanidae sind mit den Gattungen Plectocretacius aus der oberen Kreide des Libanon und mit Eolactoria und Proaracana aus dem mittleren Eozän von Monte Bolca fossil überliefert.